# Wiedemannia tiburica
Wiedemannia tiburica is een vliegensoort uit de familie van de dansvliegen (Empididae). De wetenschappelijke naam van de soort is voor het eerst geldig gepubliceerd in 2001 door Wagner & Cobo.